# Semaeopus nigridiscata
Semaeopus nigridiscata là một loài bướm đêm trong họ Geometridae.